# Smeden

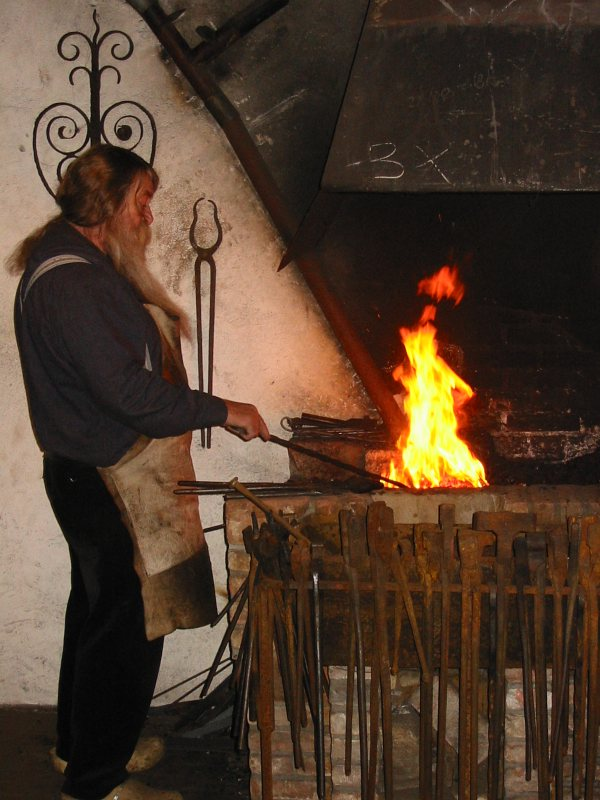
Heetstoken van het werkstuk in het smidsvuur. De smid van het Nederlands Openluchtmuseum te Arnhem aan het werk.

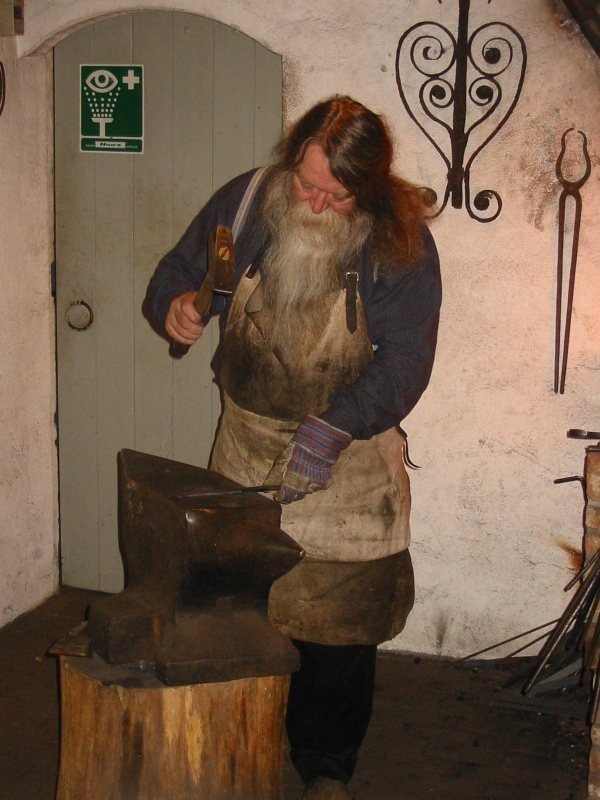
Bewerken van het hete metaal op het aambeeld. De smid van het Openluchtmuseum te Arnhem aan het werk.

Het smeden is een van de oudste metaalbewerkingsmethoden. Daarbij wordt een stuk metaal in een vuur verhit en vervolgens in de juiste vorm gebracht met een smidshamer met behulp van een aambeeld.
Voorwerpen die gesmeed zijn, zijn beduidend sterker dan voorwerpen van gelijke vorm die zijn gegoten. Dat komt doordat de kristalstructuur in een gegoten voorwerp willekeurig is, terwijl de microkristallen door het smeden gericht worden in de richting waarheen het voorwerp wordt gehamerd.

## Het smeedproces
Het smeden van metalen werd voornamelijk vroeger gebruikt om metalen stugger te maken. Metalen bestaan op mesoniveau uit kleine kristallen. Bij het buigen van ijzer schuiven deze kristallen langs elkaar, wat veel weerstand geeft. Door het herhaaldelijk beslaan van het metaal met een hamer breken de kristallen op in kleinere kristallen. Daardoor hebben alle kristallen bij elkaar samen een groter oppervlak en hebben de kristallen daarmee ook een grotere weerstand samen bij het schuiven. De kristallen schuiven minder goed langs elkaar bij het vervormen van het metaal en het gevolg daarvan is dat het metaal stugger is geworden.

## Historische ontwikkeling
De ontwikkeling van smeedtechnieken is van cruciaal belang geweest in de wereldhistorie. Door de uitvinding van de blaasbalg konden voldoende hoge temperaturen bereikt worden om ijzer vrij te maken uit ijzererts, waarmee de ijzertijd zijn intrede deed. Dankzij de ontwikkeling van ploegen kon de akkerbouw tot ontwikkeling komen. Door betere zwaarden en pantsers konden wereldrijken gevormd worden. 
Het smidsberoep is een zeer oud beroep en heeft in het verleden vele werkstukken voortgebracht. Tot halverwege de twintigste eeuw had vrijwel iedere plaats zijn eigen smederij. Machinaal smeden op industriële schaal heeft de vroegere ambachtelijke smid grotendeels vervangen. Sindsdien is het beroep veel zeldzamer geworden. 
Het beroep van goud- of zilversmid wordt nog wel relatief vaak uitgeoefend. Hierbij worden edele metalen als goud en zilver tot sieraden "gesmeed".
Soorten smeden zijn:
- Messensmid
- Hoefsmid
- Edelsmid
- Siersmid
- Grofsmid
- Smid van torenuurwerken

Typische producten zijn:
- Ploegen en andere landbouwwerktuigen
- Hamers en bijlen
- Hoefijzers
- Beslag voor wagenwielen
- Torenuurwerken
- Hekwerken en ornamenten
- Zwaarden en speren
- Kandelaars
- Sieraden
- Deurbeslag, geheng

Een smid voorzag zijn eindproduct vaak van een persoonlijk smidsmerk. De beschikbaarheid van informatie over smidsmerken is echter beperkt.

## Bekende smeden in de Lage Landen
- Lodewijck Van Boeckel was een Belgische kunstsmid die omstreeks 1900 grote internationale vermaardheid verwierf.
- Karl Gellings werkte van 1928 tot zijn overlijden in 1959 als siersmid in Rotterdam. Hij ontwierp en maakte onder andere de spuitkronen van de fonteinen op het Hofplein in Rotterdam en de sculptuur op de toren van het Oogziekenhuis van Rotterdam.

## Tegenwoordig

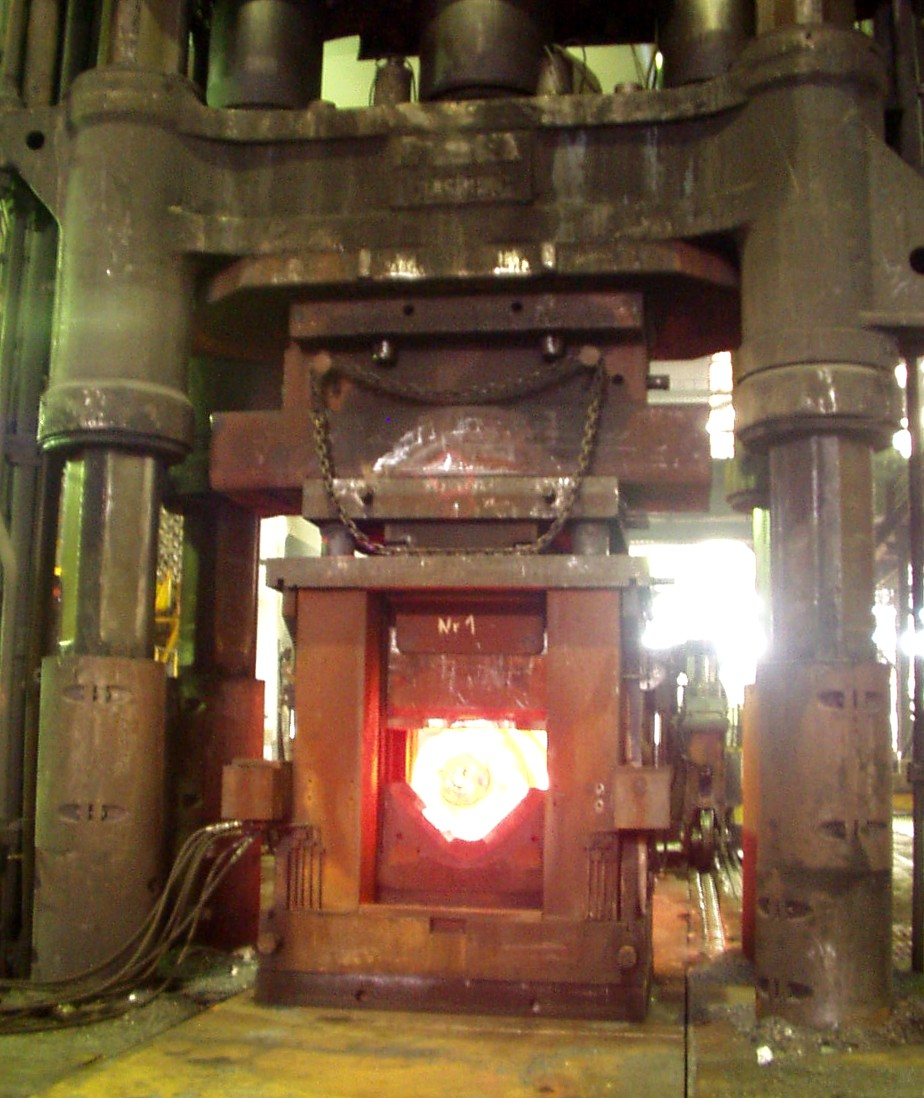
Smederij in de Henrichshütte in Hattingen

Smeden is ook een industriële activiteit waarbij smeedstukken van vele tientallen tonnen worden bewerkt. De Rotterdamsche Droogdok Maatschappij was een grote smederij, totdat zij in 1995 failliet ging.

## Smeden in de taal
- Men moet het ijzer smeden als het heet is.
- Dit is het geheim van de smid.